# Madonna in der Kirche
Madonna in der Kirche (oder Die Heilige Jungfrau in der Kirche) ist ein kleines Ölgemälde des flämischen Malers Jan van Eyck. Vermutlich wurde es um 1440 angefertigt. Das nur 31 × 14 cm große Bild zeigt die Jungfrau Maria, die das Jesuskind im Arm hält. Das architektonische Ambiente ist das Innere eines gotischen Doms. Das Bild befindet sich seit 1874 in der Sammlung der Gemäldegalerie Berlin.

## Bildbeschreibung

### Die Tafel
Maria ist als Himmelskönigin dargestellt, die eine edelsteinbesetzte Krone trägt und ein verspieltes Jesuskind in den Armen hält. Dieses blickt zu ihrem Gesicht und greift nach dem Saum ihres roten Kleides, ähnlich dem byzantinischen Typus der Eleusa. Sie steht in einem gotischen Dom und ist im Vergleich zu diesem überproportional groß dargestellt.
Im Hintergrund teilt ein kruzifixbekrönter Lettner das Kirchenschiff vom Chor. Im Durchgang des Lettners stehen zwei psalmodierende Engel. Der Bogen links davon ist als Nische gestaltet, in der eine Skulptur der Muttergottes mit dem Kind zwischen zwei brennenden Kerzen steht; die Haltung gleicht der der „lebendigen“ Vordergrundfigur. In den Wimpergen sind Reliefs der Verkündigung an Maria und der Verlobung von Maria und Josef zu sehen.
Mit einer Größe von 31 × 14 cm ist das Gemälde klein genug, um fast als Miniatur zu gelten, wie es bei den meisten Andachtsdiptychen des 15. Jahrhunderts war. Die reduzierte Größe erleichterte die Tragbarkeit und Erschwinglichkeit und ermutigte den Betrachter, sich dem Werk zu nähern, um die komplizierten Details genauer zu betrachten. Das Werk zeigt Maria in einem dunkelblauen Gewand über einem roten Kleid aus verschiedenen strukturierten Stoffen. Ihr Saum ist mit Gold bestickt und trägt die vergoldeten Schriftzüge SOL" und LU", oder vielleicht SIOR SOLE HEC ES, höchstwahrscheinlich Fragmente der lateinischen Wörter für Sonne" (sole) und Licht" (lux). Auf ihrem Haupt trägt sie eine kunstvoll gestufte und mit Juwelen besetzte Krone und in ihren Armen das Jesuskind, dessen Füße auf ihrer linken Hand ruhen. Es ist in ein weißes Tuch gehüllt, das von den Hüften bis zu den Füßen reicht, und seine Hand umklammert den juwelenbesetzten Ausschnitt des Kleides seiner Mutter.
Weitere Mariendarstellungen finden sich im Hintergrund der Kirche. Dazu gehört eine Statue der Jungfrau mit dem Kind, die zwischen zwei brennenden Kerzen in der Chorschranke hinter den Hauptfiguren positioniert ist, und rechts davon stehen zwei Engel im Chor und singen ihr Lob (vielleicht singen sie den Hymnus, der auf dem Rahmen eingraviert ist). Über ihr befindet sich ein Verkündigungsrelief, und im vertieften Erker ein Relief, das ihre Krönung darstellt; auf dem Lettner ist die Kreuzigung zu sehen. Auf dem Gemälde sind also die Stationen des Lebens Marias als Mutter Jesu dargestellt. An einem Pfeiler links hängt eine zweispaltige Gebetstafel, die derjenigen in Rogier van der Weydens großem Sieben-Sakramente-Altar (1445–50) ähnelt. Sie enthält Worte, die auf die Zeilen des ursprünglichen Rahmens anspielen und diese wiedergeben.
Durch die hohen Fenster dringen Lichtstrahlen in den Innenraum, die das Portal ausfüllen und über die Fliesenböden fließen, bevor sie auf die Oberlichter treffen. Die Brillanz des Tageslichts wird mit dem sanften Schein der Kerzen im Chorschrankenaltar kontrastiert, während der untere Teil des Bildraums relativ schwach beleuchtet ist. Die von der Kathedrale geworfenen Schatten sind auf den Chortreppen und im nahen Seitenschiff zu sehen. Ihr Winkel ist für das frühe 15. Jahrhundert ungewöhnlich realistisch wiedergegeben, und die Details sind so detailliert, dass ihre Beschreibung wahrscheinlich auf der Beobachtung des tatsächlichen Verhaltens des Lichts beruht – eine weitere Neuerung in der Kunst des 15. Jahrhunderts. Doch während das Licht so dargestellt ist, wie es in der Natur vorkommen könnte, ist seine Quelle nicht dargestellt. Erwin Panofsky stellt fest, dass das Sonnenlicht von den Nordfenstern einfällt, zeitgenössische Kirchen jedoch in der Regel nach Osten ausgerichtete Chöre hatten, so dass das Licht von Süden her einfallen müsste. Er vermutet, dass das Licht nicht natürlich sein soll, sondern vielmehr das Göttliche repräsentiert und daher „den Gesetzen der Symbolik und nicht denen der Natur“.

### Rahmen und Inschriften
Elisabeth Dhanens zufolge erinnern die Form und der abgerundete obere Teil des Originalrahmens an die oberen Register der Tafeln des Genter Altars, die als von Hubert van Eyck entworfen gelten. Sie ist der Ansicht, dass der jetzige Rahmen zu schmal und klein ist und eine "plumpe Marmorierung" enthält. Aus einem detaillierten Inventar von 1851 kennen wir den Text der Hymne, die auf dem Originalrahmen eingraviert ist. Der Text ist in poetischer Form geschrieben und beginnt am unteren Rand, zieht sich dann an den vertikalen Rändern nach oben und endet am oberen Rand. Am unteren Rand des Rahmens stand FLOS FLORIOLORUM APPELLARIS; an den Seiten und oben MATER HEC EST FILIA PATER EST NATUS QUIS AUDIVIT TALIA DEUS HOMO NATUS ETCET ("Die Mutter ist die Tochter. Dieser Vater ist geboren. Wer hat schon von so etwas gehört? Gott hat einen Menschen geboren"). Die fünfte Strophe des Hymnus (in van Eycks Transkription nicht enthalten) lautet: "Wie der Sonnenstrahl durch das Glas. Vorübergeht, aber nicht befleckt. So ist die Jungfrau, wie sie war." Der Schriftzug am Saum ihres Gewandes greift die Inschrift auf dem Rahmen auf, Worte, die denen auf Marias Kleid in van Eycks Jungfrau mit Kind und Kanoniker van der Paele von 1436 ähneln, eine Passage aus dem Buch der Weisheit (7:29), die EST ENIM HAEC SPECIOSIOR SOLE ET SUPER OMNEM STELLARUM DISPOSITIONEM lautet. LUCI CONPARATA INVENITUR PRIOR ("Denn sie ist schöner als die Sonne und übertrifft jede Konstellation der Sterne. Verglichen mit dem Licht wird sie als überlegen empfunden").

### Fenster und Glasmalerei
Ungewöhnlich für eine gotische Kathedrale aus dem 13. Jahrhundert sind die meisten Fenster aus klarem Glas. Bei der Betrachtung der Fenster entlang des Kirchenschiffs stellte John L. Ward fest, dass das Fenster direkt über dem aufgehängten Kruzifix das einzige ist, dessen oberster Teil sichtbar ist. Dieses Fenster ist dem Betrachter direkt zugewandt und enthüllt kunstvoll gestaltete Glasmalereien, die ineinander verschlungene rote und blaue Blumen zeigen. Da sich das Fenster so weit hinten im Bildraum befindet, wo die Perspektive schwach wird, verleiht die Nähe der Blumen zum Kruzifix ihnen den Anschein, als kämen sie "im Raum nach vorne, als wären sie plötzlich aus der Spitze des Kruzifixes vor ihm gewachsen".

## Forschung
Die meisten Kunsthistoriker betrachten die Tafel als den linken Flügel eines zerlegten Diptychons; vermutlich war der gegenüberliegende Flügel ein Votivbildnis. Zeitnahe Kopien des Meisters von 1499 und von Jan Gossaert stellen dem Bild zwei sehr unterschiedliche Abbildungen auf der rechten Seite gegenüber: die eine zeigt einen knienden Stifter in einem Innenraum, die andere im Freien, wobei der Stifter vom Heiligen Antonius dargestellt wird.
Die Madonna in der Kirche wurde erstmals 1851 dokumentiert. Seitdem sind die Datierung und die Zuschreibung des Bildes unter den Wissenschaftlern umstritten. Zunächst hielt man es für ein frühes Werk von Jan van Eyck und schrieb es eine Zeit lang Hubert van Eyck zu. Heute wird es definitiv Jan van Eyck zugeschrieben und man glaubt, dass es sich um ein späteres Werk handelt, das Techniken zeigt, die in Werken aus der Mitte der 1430er Jahre und später zu finden sind. Die Tafel wurde 1874 für die Berliner Gemäldegalerie erworben. Sie wurde 1877 gestohlen und bald darauf zurückgegeben, allerdings ohne den beschrifteten Originalrahmen, der nie wiedergefunden wurde. Heute gilt die Madonna in der Kirche weithin als eines der besten Werke Jan van Eycks.